# Bonaiuto Lorini

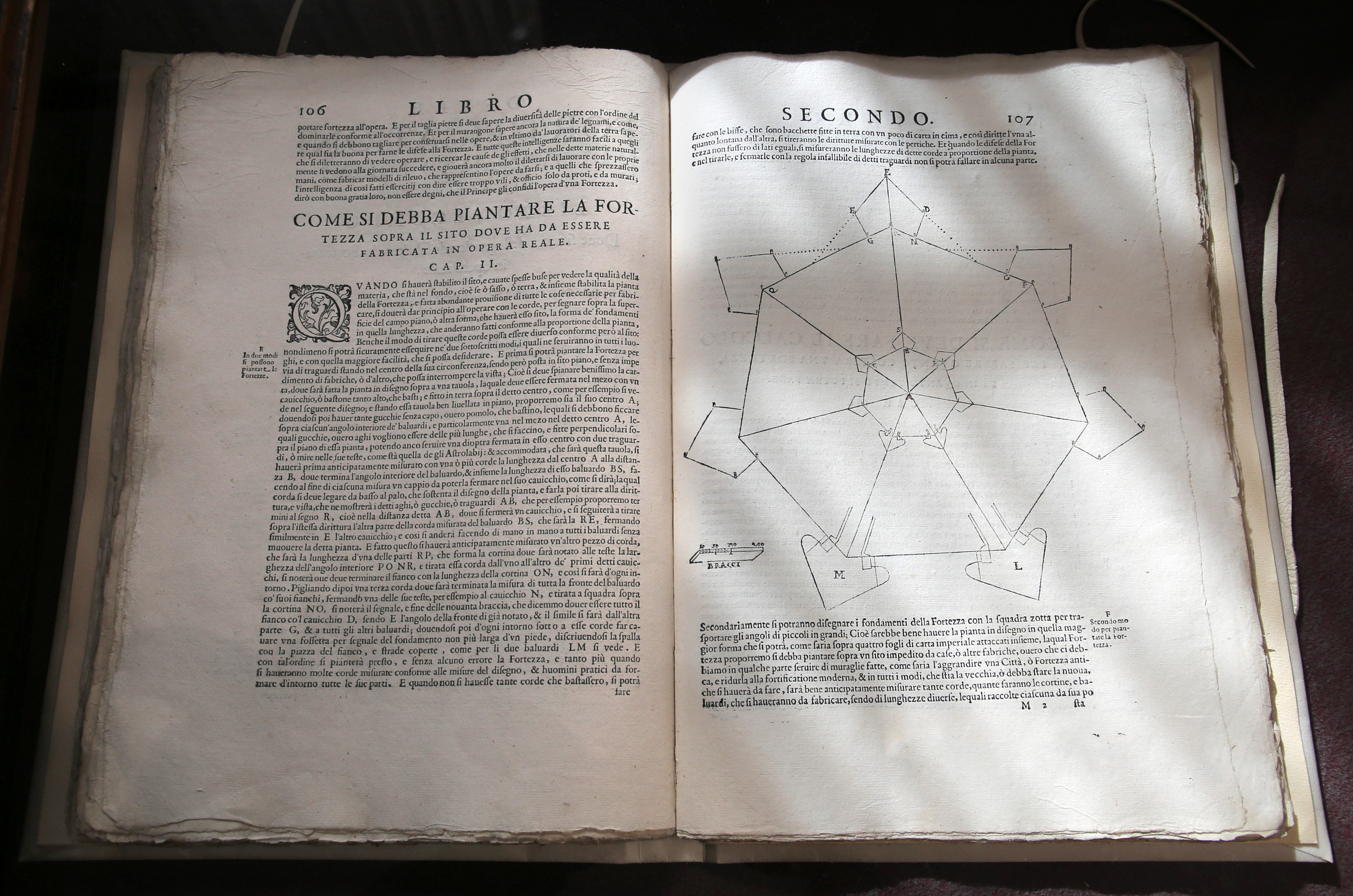
Delle Fortificazioni, 1597

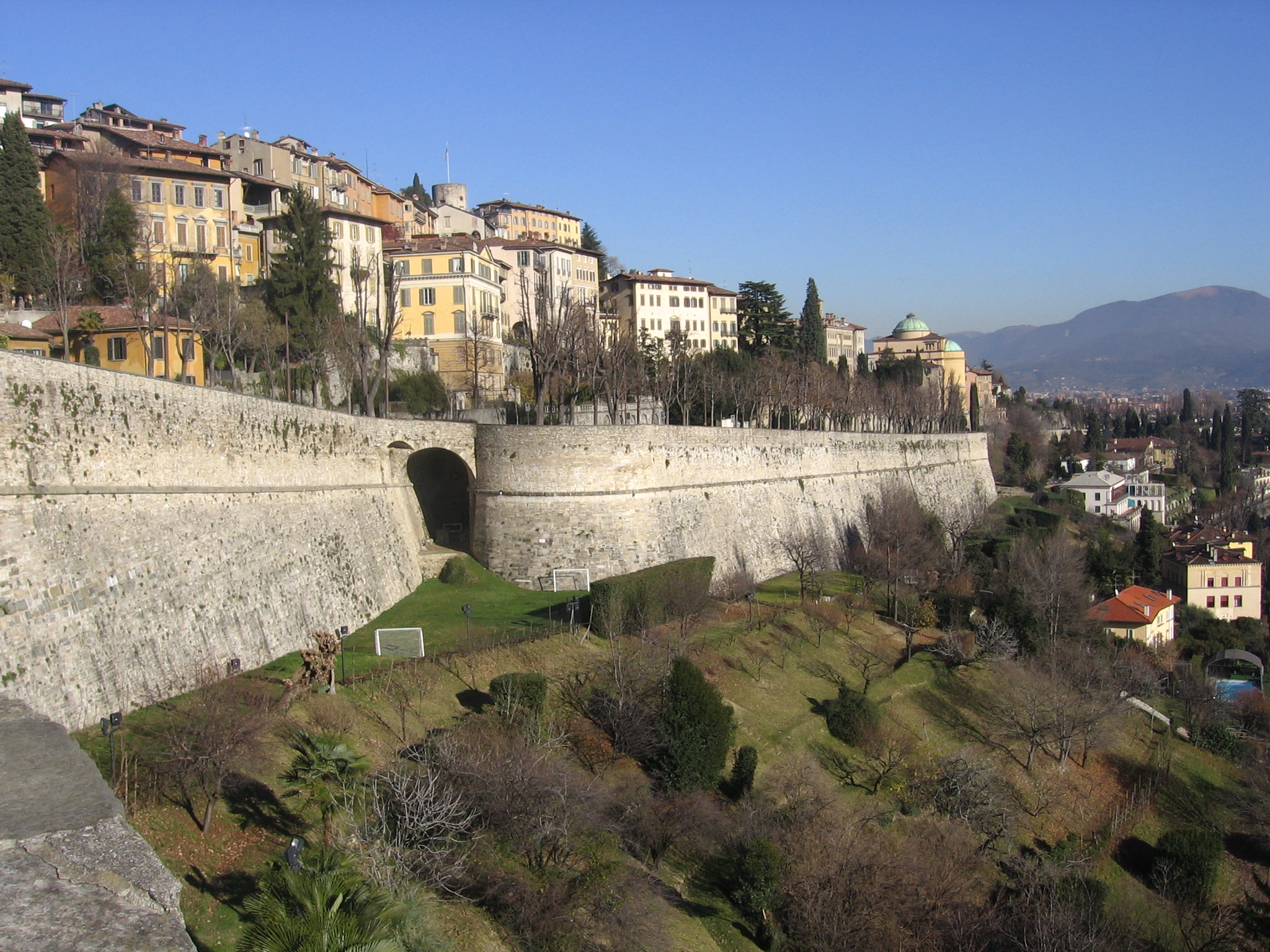
Mura veneziane di Bergamo

Bonaiuto Lorini (Firenze, ... – Venezia, 1611) è stato un ingegnere e architetto italiano.

## Biografia
Nacque a Firenze da nobile famiglia e all'età di 22 anni fu al servizio di Cosimo I de' Medici come ingegnere militare, imparando alla bottega di Bernardo Buontalenti. 

Nel 1579 operò per la Repubblica di Venezia nel riassetto delle fortificazioni, collaborando con i maggiori responsabili della Serenissima, Giulio Savorgnan e Sforza Pallavicino, capitano generale delle fanterie. Si occupò delle fortificazioni di Bergamo, Brescia, Legnago, Palmanova, Peschiera e di Corfù e Zara. Intorno al 1580 ricevette la nomina di "ingegnere del Monferrato" dal duca di Mantova e del Monferrato Guglielmo Gonzaga.

## Scritti
- Delle fortificationi di Buonaiuto Lorini nobile fiorentino, libri cinque, pubblicato a Venezia nel 1596. Copia del volume venne inviata al duca Vincenzo I Gonzaga, che ricompensò il Lorini con 100 ducati.